# Asterionella
Asterionella formosa is een penvormige diatomee die wereldwijd voorkomt in zoet water.

## Beschrijving
De gemiddelde grootte van een Asterionella-cel is 60-80 micrometer lang en 2 tot 4 micrometer breed.
Asterionella is kolonievormend, een gemiddelde kolonie bestaat uit 8 cellen, maar dat kan oplopen tot 20 cellen.
De cellen in een kolonie zijn aan de punt met elkaar verbonden, hierdoor krijgen de kolonies een typische stervorm.

## Voortplanting
De cel bestaat uit twee delen, die als een schoenendoos en deksel over elkaar liggen. Tijdens ongeslachtelijke voortplanting splitsen deze delen en vormen twee nieuwe cellen. Een dochtercel is altijd kleiner dan de moedercel, omdat de nieuwe delen aan de binnenzijde van het oorspronkelijke celdeel komen. Hoe de originele celgrootte weer bereikt wordt is onbekend, maar vermoed wordt dat dit via de geslachtelijke voortplanting gebeurt. Dit is echter nooit waargenomen in Asterionella formosa.

## Ecology
Asterionella formosa is gevoelig voor infectie door de schimmel Zygorhizidium planktonicum . Asterionella heeft geen manier om zichzelf te verplaatsen. Waarschijnlijk zorgen zwaartekracht en waterstroming voor de verspreiding van deze alg.

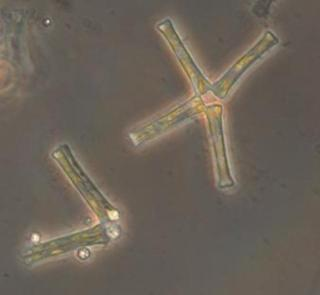
De onderste Asterionella kolonie is besmet met de schimmel Zygorhizidium

## Een aantal soorten
- A. bleakeleyi
- A. formosa
- A. gracillima
- A. glacialis
- A. japonica
- A. kariana